# لوکا باربارسکی
لوکا باربارسکی (انگلیسی: Luca Barbareschi؛ زادهٔ ۲۸ ژوئیهٔ ۱۹۵۶) یک هنرپیشه، کارگردان، فیلم‌نامه‌نویس، تهیه‌کننده، و سیاست‌مدار اهل ایتالیا است.
از فیلم‌ها یا برنامه‌های تلویزیونی که وی در آن نقش داشته‌است، می‌توان به بین‌المللی، کانیبال هولوکاست، حالت پرواز و ترزا اشاره کرد.